# Amphiselenis chama
Amphiselenis chama är en fjärilsart som beskrevs av Otto Staudinger 1888. Amphiselenis chama ingår i släktet Amphiselenis och familjen Riodinidae. Inga underarter finns listade i Catalogue of Life.